# Грайм
Ґрайм — музичний жанр, який виник на початку 2000-х років у східному Лондоні. Ґрайм поєднує в себе такі жанри як герідж та дабстеп. Звучання супроводжується темпом у 138 ударів у хвилину, мінімальним брейкбітом яскраво вираженими малими барабанами, «консольними» звуками, та глухими басами. Як правило, на ці музичні заготовки, так званих «ріддімів» записується швидка ритмічна читка. Атмосфера треків часто дуже агресивна.

## Основні представники
Найвідоміші представники грайма:
- Skepta
- Dizzee Rascal
- Lady Sovereign (рання творчість)
- The Streets (частково)
- D Double E
- Sway
- Roll Deep
- Tinie Tempah
- Kano
- Wiley
- Ghetts
- Hadouken!
- Lethal Bizzle
- Virus Syndicate
- Tinchy Stryder
- Chase & Status
- Dope D.O.D.
- Stormzy

Інші відомі представники жанру: Crazy Titch, DaVinChe, Jammer, JME, Ruff Sqwad, Terror Danjah, Wonder, Devlin, Rape Wolf и т. д.

## Ґрайм в Україні
У 2019 році, за підтримки програми Selector Live Британської Ради в Україні в рамках премії Rap.ua Awards у Харкові відбувся виступ одного з найяскравіших представників британського ґрайму — Ghetts. Цей досвід виявився позитивним і вже через пів року Харків відвідав молодий артист Yizzy — нова зірка жанру. Пізніше кадри цього перформансу увійдуть до кліпу артиста "Hustle hard", офіційного саундтрека до гри FIFA 20. За пультом під час виступу Yizzy стояв Logan Sama (BBC Radio 1) — людина, яка багато в чому вплинула на розвиток грайм-культури. Перед виступом Yizzy, Логан провів лекцію про створення незалежного автентичного жанру культури на прикладі британського грайму, яку відвідало понад триста глядачів.
У травні 2020 року харківська команда Some People видала короткометражний документальний фільм про розвиток ґрайму в Україні. 